# 韦斯特莱克 (路易斯安那州)
韦斯特莱克（英語：Westlake）是美国路易斯安那州下属的一座城市。根据2010年美国人口普查，该市有人口4,568人。建置上，属于“city”。